# 辽吉省委旧址
辽吉省委旧址，位于中国吉林省现白城铁路分局工人文化宫办公楼所在地，为一个省级文物保护单位，类型为近现代建筑，公布时间为2007年5月31日。该文物保护单位由洮北区文管所管理。
辽吉省委旧址的历史年代为现代。